# Био (Приморски Алпи)
Био (фр. Biot) је насељено место у Француској у региону Прованса-Алпи-Азурна обала, у департману Приморски Алпи.
По подацима из 2011. године у општини је живело 9751 становника, а густина насељености је износила 627,48 становника/km².

## Демографија
| 1962. | 1968. | 1975. | 1982. | 1990. | 2011. |
| ----- | ----- | ----- | ----- | ----- | ----- |
| 2.048 | 2.656 | 2.745 | 3.680 | 5.575 | 9.751 |